# 張省卿

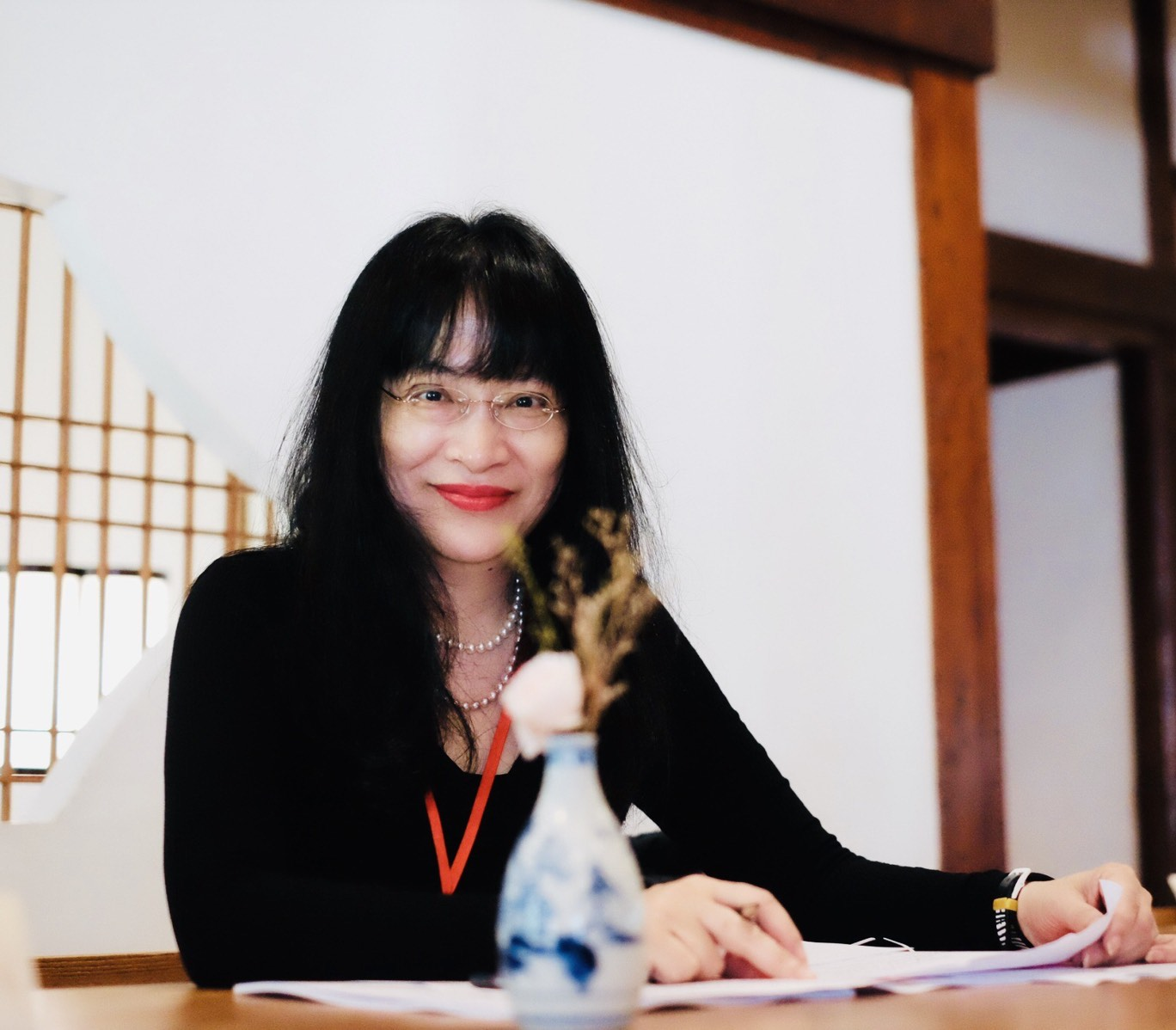
張省卿教授，拍攝於2021年3月26日台北北投文物館

張省卿（Sheng-Ching Chang，1963年—），出生於台灣台南，台灣藝術史學家，擅長圖像學研究方法與東西交流史，現為台北輔仁大學博物館學研究所所長、歷史學系暨研究所專任教授。

## 生平
張省卿，台北輔仁大學畢業，主修歷史，輔修國際貿易。1986年至1995年留學德國，攻讀漢堡大學藝術史與歷史雙主修，碩士論文為Das Porträt von Johann Adam Schall von Bell in Athanasius Kirchers ‘China illustrata’ (The Portrait of Johann Adam Schall von Bell in Athanasius Kircher’s ‘China illustrata’，《從契爾學 《中國圖像》 論湯若望肖像畫》)。1996至2002年，榮獲柏林洪堡大學藝術史博士學位，論文題目為The Image of China in Nature and Landscape of Athanasius Kircher’s ‘China illustrata’ (《從契爾學《中國圖像》論自然與風景中之中國形象》)。
1988年至1997年間，為台灣報紙《自立早報》、《自立晚報》、《自立周報》撰寫文章，並發表專文於《藝術家》、《藝術貴族》、《典藏》等台北雜誌及香港雜誌《九十年代》，為台灣版《國家地理雜誌》攝影記者及德國雜誌 Diskus 和 Pen 編輯，撰寫內容包括歐洲與亞洲之藝術文化發展等議題。
2002年至2006年間，任教台北輔仁大學歷史系，為專任助理教授，同時兼課於台北藝術大學美術史研究所與台灣藝術大學美術學系。2009年升任輔仁大學歷史學系暨研究所副教授，2016年升正教授。2018年任台灣師範大學藝術史研究所兼任教授。2020年接任輔仁大學博物館學研究所所長。研究領域為全球化下之博物館收藏、東西藝術交流史、文化史方法學和殖民城市發展史。2023年至2024年於柏林洪堡大學擔任訪問學者，並參與洪堡大學卓越集群（Cluster of Excellence）「活動事項：圖像空間物質」（Matters of Activity. Image Space Material）計畫，2024年於柏林理工大學中國科技文化中心兼任教授。
2005年起，與歷史系同仁共同籌辦每年一屆「文化交流史國際學術研討會」（2005－）、 「世界史學術座談會」（2008－）和「世界史研習營」 （2011－）；至今與歐洲及亞洲各地大學與研究中心作學術交流、籌辦研討會與演講，合作單位包括英國牛津大學歷史學系、倫敦大學亞非學院、德國慕尼黑大學哲學系、波蘭克拉克雅捷隆大學東方研究所、台北國立故宮博物院及北京中央美術學院等等。2019至雅捷隆大學主講〈中國藝術史及其全球化（六場講座主題：「中國城市：北京城」、「中國園林：蘇州園林」、「中國建築：南京寶塔」、「中國繪畫：山水畫」、「中國雕塑：石窟佛像」、「中國工藝：青花瓷」）〉。 曾擔任《輔仁歷史學報 （页面存档备份，存于）》執行編輯，台北藝術大學美術學院《美術學報》期刊論文、科技部專題研究計畫及各類獎學金等審查委員，任台灣藝術史研究學會和歷史研究協會委員。擔任台大文學院與師大文學院教授升等論文審查委員。

## 獎學金與獲獎紀錄
- 1990 – 1995                 榮獲德國 “Friedrich-Naumann-Stiftung” 基金會碩士生獎學金
- 1996 – 1999                 榮獲德國 “Heinrich-Boll-Stiftung” 基金會博士生獎學金
- 2000 – 2001                  榮獲「蔣經國國際學術交流基金會」歐洲地區博士生獎學金
- 2003                                      榮獲德國聯邦政府最高學術研究機構 “Deutsche Forschungsgemeinschaft”（DFG﹕German Research Foundation，德國研究基金會）學術專書出版獎[11]
- 2003                                      科技部補助出席國際學術會議
- 2007 – 2008                 「論德式都市規劃經日治政府對台北城官廳集中區與總督府的影響」科技部專題研究計畫
- 2006 – 2009, 2013       五次榮獲輔仁大學「教師及研究人員研究成果獎勵」
- 2010 – 2011                  「多方觀照：近代早期歐洲與東亞在視覺、物質文化上的交會互動 — 十七、十八世紀德國中式園林之再造(I)」科技部專題研究計畫[12]
- 2011 – 2012                   「多方觀照：近代早期歐洲與東亞在視覺、物質文化上的交會互動 — 以沃利茲園林（Worlitz，1770-1813）為例，論十八世紀下半期德國東部中式園林之再造(II)」科技部專題研究計畫
- 2016 – 2018                  「十八世紀普魯士(Preußen) 波茲坦（Potsdam）無愁苑(Sanssouci)中國風園林之建造」科技部專題研究計畫
- 2017                                       榮獲輔仁大學專書著作獎勵學術研究獎
- 2018 – 2021               「十七、十八世紀歐洲機械圖像中之美麗烏托邦及中西交流(I)」科技部專題研究計畫
- 2019 – 2021               「以易經二元圖為例，論十七、十八世紀中西科學圖像之交流(II)」科技部專題研究計畫
- 2020 – 2021               「由易經二元圖像，論十七、十八世紀中西科學與藝術之交流(III)」科技部專題研究計畫[13]

## 學術出版

### 專書
- Natur und Landschaft － der Einfluss von Athanasius Kirchers China illustrata auf die europäische Kunst, Berlin: Dietrich Reimer Verlag GmbH, Germany, 2003.[14]
- 《德式都市規劃經日本殖民政府對台北城官廳集中區之影響》，台北：輔仁大學出版社，2008。[15]
- 《東方啟蒙西方 — 十八世紀德國沃里茲(Wörlitz)自然風景園林之中國元素》，台北：輔大書坊，2015。[16]
- 《新視界：全球化下東西藝術交流史》 （页面存档备份，存于），台北：時報文化，2022。[17]
- 《1723，世界史的11扇窗：接觸、匯聚與開創，從全球史中的人物，看見現代世界的格局與變化》 （页面存档备份，存于），頁：246-301，台北：聯經出版公司，2023。

### 專書論文
- Studentenprotest und Repression in China, April bis Juli 1989, in Ruth Cremerius, Doris Fischer and Peter Schier, eds. Hamburg: Institut für Asienkunde, Mitteilungen des Instituts für Asienkunde Hamburg, No. 186, 1990.
- “Das Porträt von Johann Adam Schall von Bell in Athanasius Kirchers ‘China illustrata’ ” in: Roman Malek ed., Western learning and Christianity in China - The Contribution and Impact of Johann Adam Schall von Bell, S. J.（1592-1666）vol. 2, Germany: Monumenta Serica, Vol.Ⅱ, 1998.
- 〈十七、十八世紀歐洲龍與中國龍之交遇〉，《輔仁大學歷史學系成立四十週年學術研討會論文集》，台北：輔仁大學歷史學系，2003年。
- 〈十七、十八世紀中國自然圖像對歐洲藝術、庭園規劃與城市景觀之影響〉，《以漢學為中西文化之橋樑：華裔學志漢學研究中心專題演講選集》，台北縣新莊市：輔仁大學出版社，2010年。
- “Ostasiatische Kunst, China und Europa“, Enzyklopädie der Neuzeit (1450-1850), Band 9, Germany：Stuttgart: J.B. Metzler Verlag, 2011.
- “The construction of Chinese style gardens in 18th century German by using the garden of Wörlitz (1764-1813) and the Chinese garden of Oranienbaum (1793-1797) as examples”, in Face to Face. The transcendence of the arts in China and beyond – Historical Perspectives, II, 2 , Rui Oliveira Lopes ed., Lisbon: Artistic Studies Research Centre, Faculty of Fine Arts University of Lisbon, 2014.
- 《天主教輔仁大學史稿》(天主教輔仁大學90年史稿編輯委員會委員合撰），新北市新莊：輔大書坊，2015。

### 期刊論文
- 〈唐代詩人薛濤〉，《史苑》，台北﹕輔仁大學歷史學系，39 期，1984。[18]
- 〈明代青花瓷〉，《史苑》，台北﹕輔仁大學歷史學系，40 期，1985。
- “Dokument 1: Augenzeugenbericht eines Studenten über das Massaker vom 4. Juni 1989”, in: China aktuell, Hamburg: Institut für Asienkunde, Berichtsmonat, Mai 1989.
- 〈表現主義大師貝克曼(Max Beckmann)專輯〉封面專題，《藝術家》，台北﹕藝術家出版社，187期，1990年。
- 〈文藝復興人文風潮始祖－布魯內列斯基(Filippo Brunelleschi, 1377-1446)及典範傑作帕齊(Pazzi)禮拜堂〉，《藝術貴族》，台北﹕藝術貴族雜誌社，44期，1993年。
- 〈從湯若望(Adam Schall von Bell)肖像畫論東西藝術文化交流〉，《故宮文物月刊》，台北﹕國立故宮博物院，第十五卷第一期，No.169，1997年。
- 〈藝術史學科的創立－德國藝術史巨擘瓦堡(Aby Warburg)〉，《藝術家》，台北﹕藝術家出版社，265期，1997年。[19]
- “Kulturaustausch zwischen Europa und Asien in Natur und Landschaftdarstellungen”, in: Diskus, Göttingen: Heinrich-Böll-Stiftung , No.5, December 1997.
- 〈台灣總督府廳舍（1912-1919）﹕中央級與地方級官署建築之探討〉，《輔仁歷史學報》，台北：輔仁大學歷史學系，第17期，2006年。
- 〈以日治官廳台灣總督府（1912-1919）中軸佈置論東西建築交流〉，《輔仁歷史學報》，台北：輔仁大學歷史學系，第19期，2007年。
- 〈十七、十八世紀中國京城圖像在歐洲〉，《美術學報》，台北：台北藝術大學美術學院，第2期，2008年。
- 〈論十七世紀卜彌格鳳梨圖像及鳳梨圖像在歐洲之流傳〉，《故宮學術季刊》，台北：國立故宮博物院，第28卷第1期，2010年。
- 〈德國地區園林交流史之文獻探討與研究回顧〉，《輔仁歷史學報》，台北：輔仁大學歷史學系，第34期，2015年。
- 〈日治時期臺北城中新區歷史主義建築群之佈置〉，《台灣藝術史研究學會通訊》，台北：台灣藝術史研究學會，第3期，2017年。
- 〈論柏林洪堡廣場與台北自由廣場之空間轉型正義〉，《雕塑研究學術半年刊》，台北：朱銘美術館，第22期，2019年11月。
- 〈導言：基督宗教與少數民族的會遇專題(Introduction: Encounter of Christianity and Ethnic Minorities)〉，《哲學與文化(Monthly Review of Philosophy and Culture)》，49卷第6期，頁數：1-2，2022年6月。
- 〈帶動歐洲自由、開明啟蒙思潮的中國風藝術〉 （页面存档备份，存于），《典藏．古美術》，第364期，頁18-25，2023年1月。
- 〈從梵蒂岡宗座圖書館收藏，論歐洲藝術史之人文精神〉 （页面存档备份，存于），《故宮文物月刊》，第483期，頁20-33，2023年6月。
- 〈歐洲經典文藝復興建築—自由、公正與獨立的人文精神〉 （页面存档备份，存于），《故宮文物月刊》，2023年12月。
- 〈中國風工藝品──歐洲工業革命之前奏曲〉 （页面存档备份，存于），《典藏．古美術》，第376期，頁44-51，2024年1月。

## 學術演講
- 2021年12月11日，〈啟蒙時代歐洲自然風景園林中之中國元素 （页面存档备份，存于）〉，國立故宮博物院主辦，南部院區，專題演講。
- 2023年4月28日，〈歐洲藝術史之人文精髓—論梵蒂岡宗座圖書館收藏〉，國立故宮博物院主辦，北部院區，專題演講。
- 2024年2月6日，〈萊布尼茲與易經〉（Leibniz und das I Ging），柏林洪堡大學（Humboldt University Berlin）, “Matters of Activity”, Cluster of Excellence，專題演講。
- 2024年2月13日，〈中國與歐洲藝術收藏中創新概念之發展史〉（Die Entwicklungsgeschichte der Innovativer Konzepte in der Kunstsammlungen von China und Europa），柏林理工大學中國科技文化中心（Center for Cultural Studies on Science and Technology in China, Technische Universität Berlin），人文學院I：人文與教育科學（Faculty I – Humanities and Educational Sciences），專題演講。
- 2024年6月18日，〈青花瓷與歐洲工業革命的前奏曲〉（Blue-and-White Porcelain and Prelude to the European Industrial Revolution），賽夫爾國家陶瓷博物館（Sèvres - Musée National de la Céramique），專題演講。[20]